# Nicholas Presciutti
Nicholas Presciutti (Roma, 14 de dezembro de 1993) é um jogador de polo aquático italiano, medalhista olímpico. É irmão do também jogador Christian Presciutti.

## Carreira

### Rio 2016
Presciutti integrou a equipe da Itália medalha de bronze nos Jogos Olímpicos de Verão do Rio de Janeiro.